# Zeydabad
Zeydābād (farsi زیدآباد) è una città dello shahrestān di Sirjan, circoscrizione Centrale, nella provincia di Kerman. Aveva, nel 2006, una popolazione di 5.314 abitanti. 